# Геллнер, Эрнест
Эрнест Андре Ге́ллнер (англ. Ernest André Gellner; 9 декабря 1925, Монруж — 5 ноября 1995, Прага) — британский философ чешского происхождения, социальный антрополог, социолог и политолог, а также публицист.
Доктор философии (1961), профессор Лондонской школы экономики (с 1962), Кембриджского университета (с 1984), директор-основатель Центра по исследованию национализма при Центрально-Европейском университете в Будапеште (с 1993). Член Британской академии (1974). Иностранный член Американского философского общества (1993). Видный теоретик в области национализма.

## Биография и творчество
Родился в Париже в семье германоязычных евреев из Чехии (семья не была активно религиозной), однако вырос, до 13-летнего возраста воспитываясь в Праге (Чехословакия) в англоязычной школе. Весной 1939 года, накануне гитлеровской оккупации Чехословакии, с семьёй эмигрировал в Великобританию. Высшее образование получил в Оксфорде (окончит его в 1949), где изучал Philosophy, politics and economics. В 1944 году, после первого курса, ушёл добровольцем в Первую чехословацкую отдельную механизированную бригаду в составе британской армии и участвовал в боях за освобождение Северной Франции, в осаде Дюнкерка.
После окончания Оксфорда в 1947 году стал преподавателем философии в Эдинбургском университете.
С 1949 учился и затем преподавал в Лондонской школе экономики. В 1959 году вышла в свет его первая книга — «Слова и вещи. Критический анализ лингвистической философии и исследование идеологии» (с введением Б. Рассела), это исследование аналитической философии принесло ему первоначальную известность. В 1961 году он становится доктором философии Кембриджского университета (дисс. по североафриканскому исламу будет опубликована под названием «Святые Атласа»), в следующем году — профессором философии, логики и научного метода Лондонского университета.
С начала 1960-х годов активно занимается социальной антропологией и политологией, разрабатывает собственную теорию национализма, получившую отражение в работе «Нации и национализм» (1983). Считая основой общества культуру и организацию, Геллнер определил национализм как «политический принцип, согласно которому культурное сходство есть основа социальных связей». Национализм, по Геллнеру, продукт индустриального общества, так как необходимыми для его возникновения факторами выступают высокая степень развития культуры, её доступность широким массам населения (что порождает необходимость в культурном единообразии), активное экономическое развитие (как условие социальной мобильности) и порождаемую им необходимость культурной стандартизации. Национализм возникает в государствах с «титульной» нацией, при этом переход к нему для каждого государства индивидуален. Геллнер полагал торжеством национализма принцип самоопределения наций, провозглашенный после Первой мировой войны, и создание национальных государств на территории бывших империй.
В 1990 председатель-организатор Ассоциации этнических исследований и изучения национализма в Великобритании. Являлся президентом Королевского антропологического института.
В 1993 году в рамках Центрально-Европейского университета по инициативе Геллнера и Дж. Сороса создается Центр по исследованию национализма, который учёный возглавлял до самой смерти.
Ученик К. Поппера, Геллнер испытал влияние в социологическом плане подхода Р. Арона. В 1950-е годы, получив сперва известность как философ, обратился к социальной антропологии. Хотя, как замечают, Геллнер и не являлся «типичным антропологом» — указывают на значительное влияние, которое он оказал на эту дисциплину, как и на социальные науки в целом. Как отмечают, он часто критиковал модные тенденции в гуманитарных и социальных науках, например, релятивизм или постмодернизм; также он критиковал психоанализ и марксизм. Единственным опытом его полевых исследований было участие в экспедиции Лондонской школы экономики в 1950-е в горы Атлас в Марокко, где Геллнер изучал традиционную культуру берберов. Автор трудов о исламе и мусульманских обществах.
Его первая интеллектуальная биография, которую написал John A. Hall, вошла в лонг-лист премии Оруэлла 2011 года.

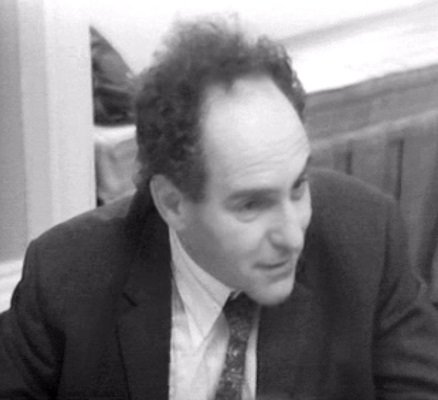
Эрнест Геллнер в 1977 году

## Труды
- Words and Things, A Critical Account of Linguistic Philosophy and a Study in Ideology, 1959.
- Anthropology and politics: revolutions in the sacred grove. Oxford, 1995.
- Nations and Nationalism, 1988.
- Conditions of Liberty: civil society and its rivals.

### Переводы на русский язык

#### Книги
- Геллнер Э. Слова и вещи. Критический анализ лингвистической философии и исследование идеологии / пер. с англ. И. Добронравова, В. Швырева. — М.: Издательство иностранной литературы, 1962. — 344 с.
- Геллнер Э. Нации и национализм / пер. с англ. Т. В. Бердиковой, М. К. Тюнькиной. — М.: Прогресс, 1991. — 320 с. — ISBN 5-01-002692-9.
- Геллнер Э. Условия свободы. Гражданское общество и его исторические соперники / пер. с англ. М. Б. Гнедовского. — М.: Московская школа политических исследований, 2004. — 240 с. — ISBN 5-93895-057-0.

#### Статьи
- Пришествие национализма. Мифы нации и класса // Нации и национализм (сборник CEU). — М., 2002.
- Э. Геллнер. Экономическая интерпретация истории // Экономическая теория / Под редакцией Дж. Итуэлла, М. Милгейта, П. Ньюмена, B. C. Автономова. — М.: Инфра-М, 2004. — 944 с. — (The New Palgrave).